# Worlds Apart (álbum de Make Them Suffer)
Worlds Apart es el tercer álbum de estudio de la banda australiana de metalcore Make Them Suffer. Fue lanzado el 28 de julio de 2017 a través de Rise Records y fue producido por la propia banda. Este es el último álbum que presenta a Tim Madden en la batería antes de su salida oficial de la banda en enero de 2018.

## Antecedentes
El 9 de junio de 2017, después de que Chris Arias-Real, Lachlan Monty y Louisa Burton dejaran la banda, se anunció a Jaya Jeffery como el nuevo bajista y a Booka Nile como el nuevo teclista para ayudar a completar la grabación.

## Lista de canciones
| N.º | Título                                                             | Duración |  |
| 1.  | «The First Movement»                                               | 4:45     |  |
| 2.  | «Uncharted»                                                        | 4:52     |  |
| 3.  | «Grinding Teeth»                                                   | 3:44     |  |
| 4.  | «Vortex (Interdimensional Spiral Hindering Inexplicable Euphoria)» | 3:56     |  |
| 5.  | «Fireworks»                                                        | 4:39     |  |
| 6.  | «Contact»                                                          | 1:48     |  |
| 7.  | «Power Overwhelming»                                               | 5:13     |  |
| 8.  | «Midnight Run»                                                     | 2:46     |  |
| 9.  | «Dead Plains»                                                      | 4:13     |  |
| 10. | «Save Yourself»                                                    | 4:42     |  |

## Posicionamiento en lista
| Lista (2017)                   | Posición |
| ------------------------------ | -------- |
| Australian Albums (ARIA)       | 29       |
| Heatseekers Albums (Billboard) | 5        |
| Top Current Albums (Billboard) | 91       |
| Independent Albums (Billboard) | 17       |

## Personal
Make Them Suffer
- Sean Harmanis – voz gutural
- Nick McLernon – guitarra principal, coros
- Jaya Jeffrey – bajo
- Booka Nile – teclados, piano, voz gutural
- Tim Madden – batería